# Kugsak-45 Qasigiannguit
Kugsak-45 Qasigiannguit (nach neuer Rechtschreibung Kussak-45 Qasigiannguit) ist ein grönländischer Fußballverein aus Qasigiannguit.

## Geschichte

### Erste Jahre
Kugsak-45 Qasigiannguit wurde 1945 gegründet und gehört damit zu den ältesten Fußballvereinen Nordgrönlands. Der Vereinsname bedeutet übersetzt „Steinschmätzer“.
Der Verein ist erstmals 1959/60 als Teilnehmer der Grönländischen Fußballmeisterschaft überliefert, wo die Mannschaft bereits im Sechzehntelfinale ausschied. Bei der nächsten Ausgabe 1963/64 nahm die Mannschaft ebenfalls teil, aber schied früh in der Qualifikation aus, ebenso wie 1966/67 und 1969. In den 1970er Jahren bekam die Mannschaft mit CIF-70 Qasigiannguit einen Lokalrivalen, der in den folgenden Jahren sich mehrfach für die Schlussrunde qualifizieren konnte und einmal die Meisterschaft gewann. Kugsak-45 ist erst 1985 wieder als Teilnehmer überliefert, als die Mannschaft in einer Qualifikationsrunde den zweiten Platz hinter CIF-70 einnahm. Dennoch gelang es Kugsak-45 sich im Gegensatz zum Rivalen (erstmals belegt) für die Schlussrunde zu qualifizieren, in der der Verein allerdings auf dem letzten Platz landete. 1989 konnte sich die Mannschaft erneut für die Schlussrunde qualifizieren und wurde diesmal Fünfter. In den folgenden vier Jahren scheiterte die Mannschaft jeweils in der Qualifikation, bevor sie 1994 wieder an der Schlussrunde teilnahm und Platz 4 belegte.

### Goldene Jahre
1995 qualifizierte sich der Verein als Gruppensieger für die Schlussrunde, wurde dort ebenfalls Gruppensieger, gewann das Halbfinale und holte schließlich die erste Meisterschaft der Vereinsgeschichte. Im Jahr darauf erreichte er ebenfalls das Finale und wurde Vizemeister. 1997 erreichte die Mannschaft den dritten Platz und 1998 den vierten. Von 1999 bis 2001 wurde Kugsak-45 dreimal in Folge grönländischer Vizemeister. 2002 erreichte der Verein zum vierten Mal in Folge das Finale und gewann diesmal seine zweite Meisterschaft. 2003 konnte der Verein zum fünften Mal in Folge ins Finale einziehen, das diesmal wieder verloren ging. 2004 verlor Kugsak-45 erstmals seit 1998 das Halbfinale und wurde nur Vierter. 2005 und 2006 nahm der Verein jeweils nicht an der Schlussrunde teil. Im Folgejahr erreichte Kugsak-45 Qasigiannguit zum nunmehr achten Mal in dreizehn Jahren das Finale und wurde erneut Vizemeister.

### Niedergang
Die nächsten Jahre verliefen weniger erfolgreich. Nachdem die Mannschaft 2008 nur Gruppenletzter geworden war, verpasste sie in den folgenden beiden Jahren die Qualifikation zur Schlussrunde. 2011 und 2012 belegte sie zweimal in Folge Plätze im Mittelfeld und nahm die beiden Jahre darauf wieder nicht an der Schlussrunde teil. 2015 war Kugsak-45 als Gastgeber automatisch qualifiziert und erreichte den vierten Platz. 2016 konnte sich der Verein wieder nicht qualifizieren. Nach einem Platz im Mittelfeld 2017 wurde die Mannschaft 2018 Letzter der Meisterschaft. 2019 verpasste sie wieder die Qualifikation und verzichtete 2020 kurzfristig auf eine Teilnahme.

## Platzierungen bei der Meisterschaft
- 1954/55: unbekannt
- 1958: unbekannt
- 1959/60: Sechzehntelfinale
- 1963/64: nicht qualifiziert
- 1966/67: nicht qualifiziert
- 1967/68: unbekannt
- 1969: nicht qualifiziert
- 1970: unbekannt
- 1971: unbekannt
- 1972: unbekannt
- 1973: unbekannt
- 1974: unbekannt
- 1975: unbekannt
- 1976: unbekannt
- 1977: unbekannt
- 1978: unbekannt
- 1979: unbekannt
- 1980: unbekannt
- 1981: unbekannt
- 1982: unbekannt
- 1983: unbekannt
- 1984: unbekannt
- 1985: Platz 8 (von 8)
- 1986: unbekannt
- 1987: unbekannt
- 1988: unbekannt
- 1989: Platz 5 (von 8)
- 1990: nicht qualifiziert
- 1991: nicht qualifiziert
- 1992: nicht qualifiziert
- 1993: nicht qualifiziert
- 1994: Platz 4 (von 6)
- 1995: Meister
- 1996: Platz 2 (von 8)
- 1997: Platz 3 (von 8)
- 1998: Platz 4 (von 8)
- 1999: Platz 2 (von 8)
- 2000: Platz 2 (von 8)
- 2001: Platz 2 (von 8)
- 2002: Meister
- 2003: Platz 2 (von 8)
- 2004: Platz 4 (von 8)
- 2005: unbekannt
- 2006: unbekannt
- 2007: Platz 2 (von 8)
- 2008: Platz 7 (von 8)
- 2009: nicht qualifiziert
- 2010: nicht qualifiziert
- 2011: Platz 5 (von 10)
- 2012: Platz 5/6 (von 10)
- 2013: unbekannt
- 2014: nicht qualifiziert
- 2015: Platz 4 (von 8)
- 2016: nicht qualifiziert
- 2017: Platz 5 (von 8)
- 2018: Platz 10 (von 10)
- 2019: nicht qualifiziert
- 2020: nicht teilgenommen
- 2021: (nicht ausgetragen)
- 2022: unbekannt
- 2023: unbekannt